# گوستینا دمتز
گوستینا دمتز (انگلیسی: Giustina Demetz؛ زادهٔ ۲۷ آوریل ۱۹۴۱) یک اسکی‌باز از نوع آلپاین اهل ایتالیا است. او در المپیک زمستانی ۱۹۶۴ و ۱۹۶۸ حضور داشت.